# Cameron Cruz
Pour les articles homonymes, voir Cruz.
Cameron Cruz, née Szilvia Loressi le 26 août 1975 à Jászberény en Hongrie, est une actrice hongroise de films pornographiques.

## Biographie
En septembre 2006 elle a reçu le prix de VivThomas Babe of the month, tandis qu'en 2009 le fim Office Girls 2, auquel elle a participé, reçoit l'award de Best movie.
Elle joue principalement des rôles lesbiens, mais pas uniquement. Elle se produit parfois sous pseudonyme.

## Filmographie
- 2015 : Women Seeking Women 121
- 2015 : Budapest 11
- 2014 : Milfalicious Moms
- 2013 : Unfaithful 6
- 2012 : Budapest 10
- 2011 : Budapest 4
- 2011 : Budapest 3
- 2010 : Budapest 2
- 2010 : Budapest 1
- Days without Youth (2010)
- Sex Tapes with Sandy & Anita Pearl (2010)
- Unfaithful: Part V (2010)
- Wet Lips 2 (2009)
- Sex Tapes with Lisa & Blue Angel (2009)
- Sex with Sandra Shine (2009)
- Strap Ons: The Platinum Collection (2009)
- The Office Girls 2 (2008)
- Blow-job: Dolce e amaro (2008)
- Unfaithful: Part III (2008)
- Unfaithful: Part IV (2008)
- Sex with Peaches (2007)
- Unfaithful: Part II (2007)
- Tales of the Clit (2007)
- Sex with Eve Angel (2007)
- Do It Yourself (2007)
- Inside Peaches (2007)
- MILF Has a Body Good (2007)
- The Platinum Collection: UK vs Europe (2006)
- Unfaithful (2006)
- Loaded: The Pissing & Fisting Adventure (2006)
- The Art of Kissing 2 (2006)
- Pussies on View: Vol. 2 (2006)
- Supreme Hardcore 3 (2006)
- Xmas Event (2006)
- Pussies on View: Vol. 1 (2005)
- The Office Girls (2005)
- The Art of Kissing (2005)
- Pink Velvet 3: A Lesbian Odyssey (2005)
- Russian Institute: Lesson 4 (2005)
- The Private Story of Nikky Blond (2005)
- Start Me Up (2004)
- Wicca (2004)
- Pink Velvet: The Innocence of Lesbian Love (2003)
- Pirate Fetish Machine 11: Fetish Recall - Fact or Friction? (2003)
- Serial Fucker 2 (2003)
- Vom Aschenputtel zur Sexgöttin (2003)
- Bombas (2003)
- Darx (2003)
- Girl + Girl No. 1 (2003)
- Jo's Sexy College Diaries (2003) TV
- Leg Affair 1 (2003)
- Tight Bottoms (2003)
- Virtualia Episode Six: Lost in Sex (2002)
- 2 on 1 #12 (2002)
- Behind the Scenes of 'Dripping Wet Sex' (2002)
- Dripping Wet Sex 2 (2002)
- The 4 Finger Club #21 (2002)
- The Merger (2002)
- Always 18 3 (2001)
- High Octane 3 (2001)
- Sandy Babe Abroad 2 (2001)